# Digital8
Il Digital8 (o D8) è un formato di videoregistrazione digitale commercializzato dalla SONY a partire dal 1999, orientato all'utenza amatoriale.
Essenzialmente, il formato Digital8 è una combinazione di una meccanica Hi8 con il codec DV. Le videocassette utilizzate sono le stesse dell'Hi8 analogico, ma sono registrate digitalmente. Dal momento che il Digital8 usa il codec DV, le specifiche audio e video sono identiche.
A differenza del formato analogico, la registrazione è segmentata: ogni fotogramma è registrato su 25 tracce contigue. La rotazione del tamburo portatestine avviene a una velocità due volte e mezza superiore e il nastro scorre al doppio della velocità. Di conseguenza, la durata delle cassette è inferiore a quella nominale: un nastro Hi8 da 60 minuti ne dura solo 30 in Digital8, oppure 45 in modo LP nei modelli che supportano questa modalità.
Le specifiche del formato prevedono l'uso di nastri Hi8: le videocassette Video8 standard possono essere usate, ma la cosa è sconsigliata per via della minore coercitività del nastro e il maggior rischio di drop-out.

## Comparazione tra MiniDV/DVC e Digital8
A livello concettuale, il Digital8 è identico al formato miniDV. Dal momento che il codec usato è lo stesso, il Digital8 è un formato DV esattamente come il MiniDV, e a livello applicativo (per esempio, dal punto di vista del collegamento FireWire) un videoregistratore Digital8 si comporta esattamente come uno MiniDV.
La differenza fondamentale tra i due formati è meccanica: i due sistemi usano videocassette diverse e non compatibili tra loro. Il Digital8, che usa videocassette più grandi, può usare nastri sia al metallo particolato che evaporato, mentre il MiniDV prevede l'uso di nastri solamente di metallo evaporato. La durata massima di registrazione, in LP, è simile per entrambi i formati (135 minuti per il D8 e 130 per il MiniDV), ma si tratta di nastri molto sottili che sono soggetti a facili rotture e inoltre sono piuttosto costosi  Archiviato il 20 novembre 2020 in Internet Archive. 
La velocità di scorrimento del nastro Digital8 è di 29 mm/s, piuttosto vicina alle versioni professionali dei nastri DV, DVCAM (28mm/s) e DVCPRO (34mm/s), mentre nel MiniDV il nastro scorre a 19mm/s. Questo rende la registrazione più stabile e meno soggetta a drop-out ed errori del nastro.

## Posizionamento sul mercato
Il Digital8 fu concepito per permettere agli utenti in possesso di apparecchiature Video8 e Hi8 di aggiornarsi a un sistema digitale conservando la compatibilità delle cassette, e permettendo anche di riutilizzare gran parte dei processi di fabbricazione dei camcorder Video8 tradizionali. A differenza del formato analogico che aveva un discreto utilizzo nei settori semiprofessionale e professionale, il Digital8 non si è mai diffuso in questi ambiti, in parte per via del ritardo della commercializzazione rispetto al DV, in parte per via di prodotti DV professionali proposti dalla stessa Sony.
A livello puramente tecnico, tuttavia, va notato che non c'è alcun motivo per il mancato utilizzo del formato in campo professionale. Telecamere Digital8 sono state usate in alcune realtà produttive e anche nella cinematografia digitale a basso costo, per esempio nel film Hall of Mirrors del 2001.

## Registrazioni analogiche
Le apparecchiature Digital8 non possono registrare in formato Video8/Hi8 analogico, ma alcune sono in grado di riprodurre nastri già registrati, con la limitazione dell'assenza dell'audio digitale PCM. La maggior parte di questi lettori è in grado di convertire il video in digitale e inviarlo all'interfaccia FireWire, costituendo così un valido sistema di acquisizione. All'epoca dell'introduzione in commercio del formato, la compatibilità con le registrazioni esistenti era un punto a vantaggio del sistema.